# Cornelia Emilian
Cornelia Ederlly de Medve, căsătorită Emilian, (n. 1840, Zlatna – d. 1910, Iași) a fost o jurnalistă și militantă pentru emanciparea și pentru drepturile femeilor.

## Biografie
Cornelia Ederlly de Medve s-a născut într-o familie nobilă din Transilvania, în 1840 (1837 după alte surse). A fost a doua soție a arhitectului și profesorului universitar, Ștefan Emilian, cu care a avut trei copii: Cornelia Emilian Sevastos, pictoriță, Valeriu Emilian, colonel de artilerie și Dumitru Emilian, diplomat de la Ecole superieure des mines din Paris. Cornelia Ederlly de Medve-Emilian este bunica sculptoriței Céline Emilian-Sevastos.

## Activitatea socială
În 1867, la inițiativa Corneliei Emilian a fost creată la Iași asociația „Reuniunea femeilor române” care, trei ani mai târziu, în 1870, organiza la Iași prima școală profesională de fete din România. Tot prin strădania ei a fost creată, în 1894, Liga Femeilor care a tipărit și publicația Buletinul Ligii Femeilor.
A fost o jurnalistă activă care, în scrierile publicate în Revista literară, Fântâna Blanduziei, Literatorul, Revista poporului, Familia etc., a militat pentru emanciparea și pentru drepturile femeilor. A purtat o bogată corespondență cu Harieta, sora poetului Mihai Eminescu, și a organizat subscripții pentru a recolta o parte a sumelor necesare pentru ajutorarea lui.